# Moravany u Brna
Moravany (deutsch Morbes) ist eine Gemeinde in Tschechien. Sie liegt sechs Kilometer südlich des Stadtzentrums von Brno an dessen Stadtgrenze und gehört zum Okres Brno-venkov.

## Geographie
Moravany befindet sich in der Quellmulde des Baches Moravanský potok in der Thaya-Schwarza-Talsenke. Gegen Süden liegt das Tal der Bobrava, nördlich das der Leskava und knapp vier Kilometer östlich vereinigen sich Svitava und Svratka. Südlich des Dorfes erheben sich die Hügel Na Kopci (307 m) und Kozí hora (355 m), im Südwesten der Nebovid (369 m) und nordwestlich der Rovný (307 m).
Nördlich von Moravany verläuft die Trasse der Autobahn D1/E 55/E 65/E 461, im Osten die Schnellstraße R 52/E 461. Beide Hauptverkehrswege kreuzen sich zweieinhalb Kilometer nordöstlich von Moravany an der Abfahrt 194 Brno-centrum. Am Autobahnkreuz führt eine Nebenstraße nach Moravany.
Nachbarorte sind Starý Liskovvec, Bohunice und Dlouhé Pole im Norden, Brno-jih und Horní Heršpice im Nordosten, Dolní Heršpice und Přízřenice im Osten, Modřice im Südosten, Želešice und Hajany im Süden, Ořechov, Ořechovičky und Nový Mlýn im Südwesten, Nebovidy und Střelice im Westen sowie Troubsko und Ostopovice im Nordwesten.

## Geschichte

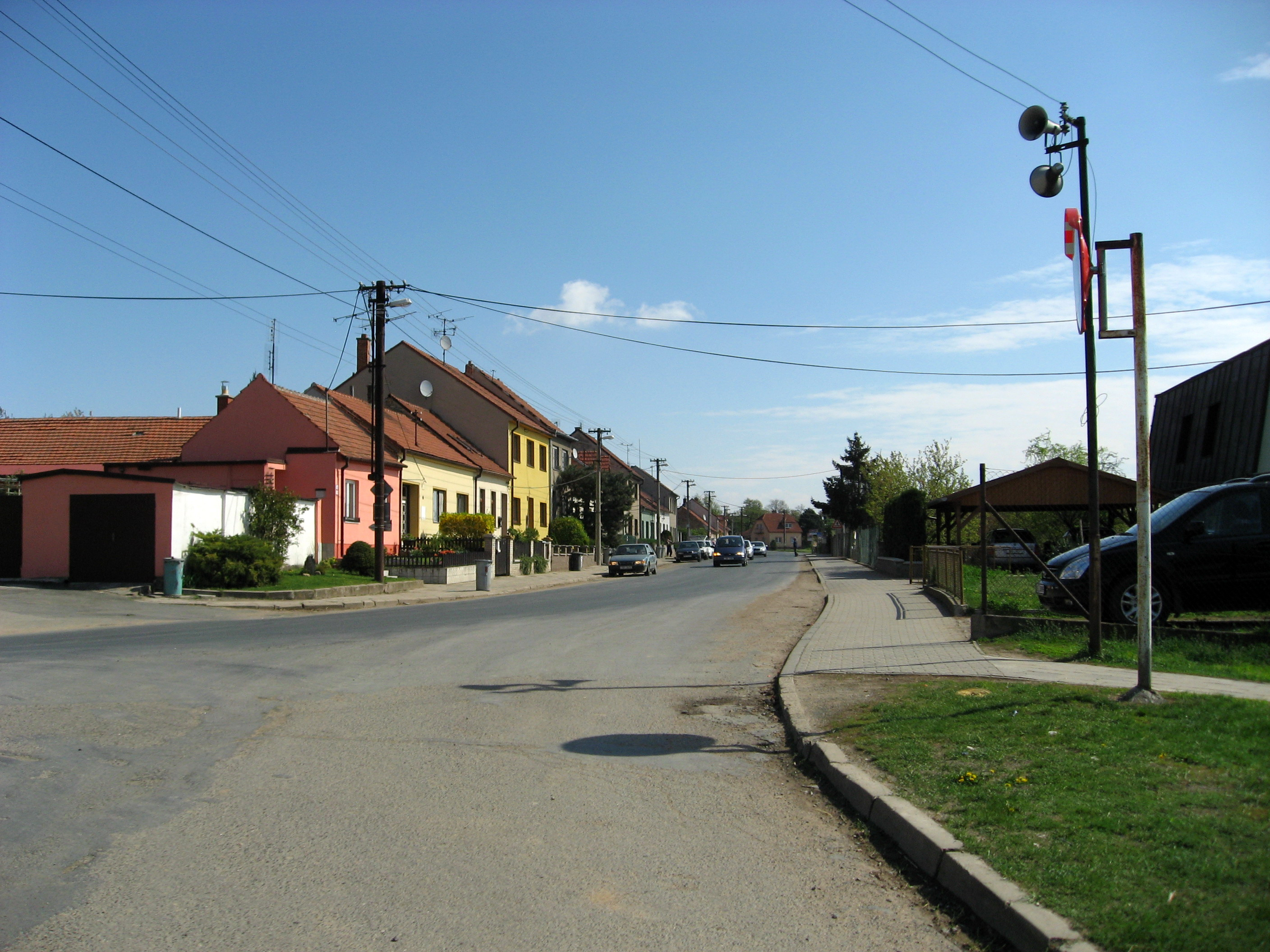
Ortsansicht

Die erste schriftliche Erwähnung des Dorfes erfolgte am 11. November 1289, als Dietrich von Kněžice als Patronat über die Kirche in Moravany der Propstei der Prämonstratenser in Knieschitz überließ. Nach den Herren von Knieschitz folgte das Geschlecht von Schwabenitz als Besitzer des Dorfes. Nach 1300 setzte eine deutsche Besiedlung ein und die ursprünglich ansässigen Tschechen wurden im Laufe der Zeit assimiliert. In der Mitte des 14. Jahrhunderts erwarb das Zisterzienserinnenkloster Aula Sanctae Mariae in Alt Brünn den Ort. Am 23. Mai 1645 wurde Morbes im Zuge der schwedischen Belagerung Brünns ausgeplündert. Im Hufenregister von 1673 sind für Morbes 43 Bauernwirtschaften ausgewiesen. 1758 zerstörte ein Brand Teile des Dorfes, er ergriff auch die Kirche. Nachdem 1782 das Kloster Maria Saal im Zuge der Josephinischen Reformen aufgehoben worden war, wurde Morbes vom Religionsfonds verwaltet. Danach wurden die Güter an weltliche Besitzer verkauft. 1788 wurde an der Obrawa (Bobrava) die Neue Mühle errichtet. Letzte feudale Grundherren waren bis 1849 die Fürsten Schönburg-Hartenstein.
Nach der Aufhebung der Patrimonialherrschaften bildete Morbes/Moravany ab 1850 eine Gemeinde in der Bezirkshauptmannschaft Brünn. Das Dorf bildete mit Czernowitz, Kumrowitz, Maxdorf, Mödritz, Nennowitz, Ober Gerspitz, Priesenitz, Schöllschitz und Unter Gerspitz die südliche Brünner Sprachinsel. Während des Deutschen Krieges wurde Morbes nach der Schlacht bei Königgrätz 1866 von den Preußen besetzt. Diese schleppten die Cholera ein, an der 37 Einwohner verstarben.
Nach der Gründung der Tschechoslowakei wurde die Gemeinde 1921 dem Okres Brno-venkov zugeordnet. 1929 entstand an der nördlichen Peripherie die Ansiedlung Morbes Neudorf / Moravany-Nová Ves. Die eingesessenen deutschsprachigen Einwohner versuchten erfolglos die Gründung dieser Ansiedlung zu verhindern. Letztlich wurden dort zwölf tschechische Familien angesiedelt.
Die im Ort wohnhafte Františka Tomková (1875–1922) war eine Geliebte des Schriftstellers Petr Bezruč. Am Dorfplatz wurde 1931 das „Deutsche Haus“ errichtet, das heute als Kulturhaus dient. In den 1940er Jahren sollte westlich von Morbes die Reichsautobahn Breslau-Wien errichtet werden. Dieser Abschnitt wurde jedoch nie realisiert. Nach der Panzerschlacht von Groß Urhau am 24. April 1945 eroberte die Rote Armee die Gegend. Nach dem Ende des Zweiten Weltkrieges erfolgte am 1. Juni die Vertreibung der deutschen Bevölkerung im Zuge des Brünner Todesmarsches. Im Ort verblieb eine deutsche, 14 gemischtsprachige und drei tschechische Familien. Zwischen 1948 und 1960 gehörte die Gemeinde zum Okres Brno-okolí. Nach dessen Aufhebung kam Moravany zum Okres Brno-venkov zurück. Seit 1993 führt die Gemeinde Moravany ein Wappen und Banner.

## Gemeindegliederung
Für die Gemeinde Moravany sind keine Ortsteile ausgewiesen. Zu Moravany gehören die Einschicht Dlouhé Pole (Langenfeld) und Nový Mlýn (Neumühle).

## Sehenswürdigkeiten
- Kirche des hl. Wenzel, der seit 1298 nachweisbare Bau erhielt seine heutige Gestalt in den 1790er Jahren. Im Jahre 2001 wurden in den Kirchturm zwei neue Glocken gehängt, die von der Gemeinde und ehemaligen deutschen Bewohnern finanziert wurde.
- Erbgericht
- Sühnestein aus dem 15. Jahrhundert, im Park am Dorfanger
- Betsäule aus dem 19. Jahrhundert am Wegekreuz nach Horních Heršpice und Modřice
- Wallfahrtskapelle des hl. Peregrinus Laziosi, südwestlich über dem Tal der Bobrava, erbaut von Kriegsinvaliden im 18. Jahrhundert